# مهدی ترابی
مهدی ترابی (زادهٔ ۱۹ شهریور ۱۳۷۳؛ کرج) بازیکن فوتبال اهل ایران است که در پست وینگر و هافبک کناری برای باشگاه تراکتور در لیگ برتر خلیج فارس بازی می‌کند.

## دوران باشگاهی

### سایپا کرج

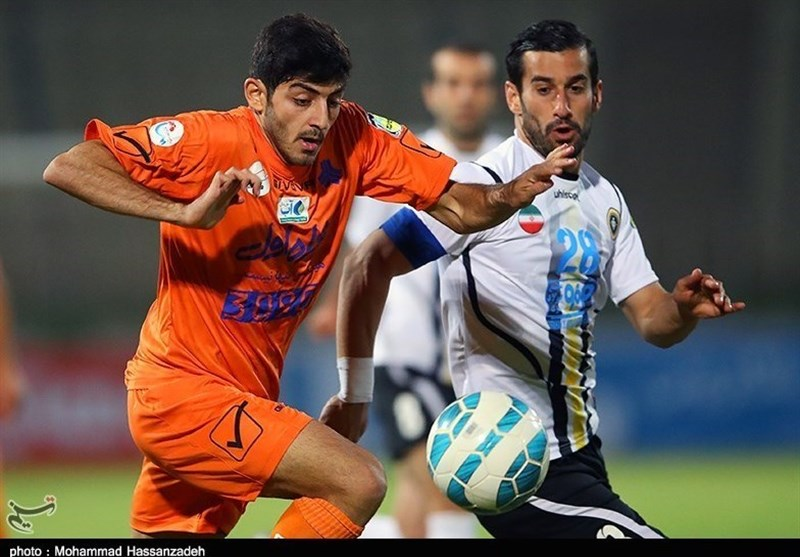
ترابی هنگام بازی برای سایپا در ۲۰۱۷

ترابی کار خود را به عنوان بازیکن فوتبال از تیم نوجوانان سایپا آغاز کرد و در سال ۲۰۱۲ توسط مجتبی تقوی به تیم اصلی سایپا فراخوانده شد و در نخستین بازی‌اش در لیگ برتر فوتبال ایران در فصل ۹۳–۱۳۹۲ مقابل مس کرمان به عنوان بازیکن جایگزین به میدان رفت.

### پرسپولیس تهران

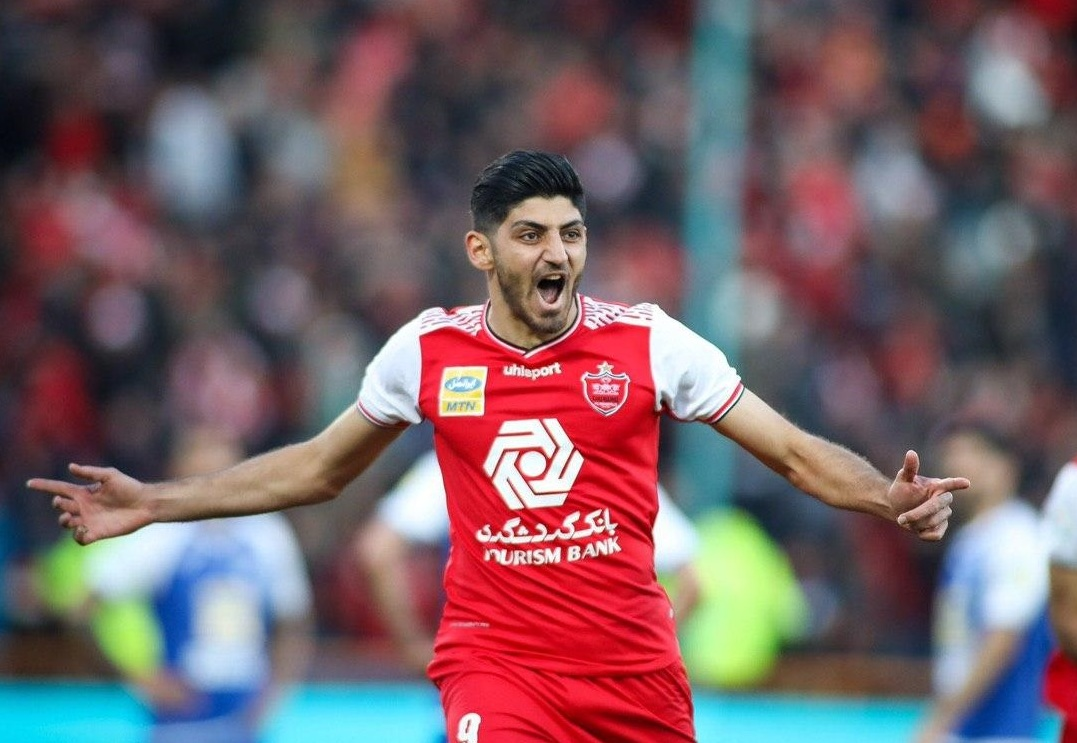
ترابی در حال بازی برای پرسپولیس در سال ۲۰۲۰

ترابی در ۱۰ تیر ۱۳۹۷ با قراردادی به پرسپولیس پیوست. با توجه به بسته بودن پنجرهٔ یارگیری پرسپولیس، سازشی میان پرسپولیس، سایپا و ترابی انجام شد و بر پایهٔ آن، او پس از نیم فصل بازی در سایپا، به صورت رسمی به پرسپولیس اضافه شد. همچنین او پس از مدت کوتاهی حضور در تیم العربی قطر، در تاریخ ۱۸ بهمن ۱۳۹۹ به پرسپولیس بازگشت.

### العربی قطر
ترابی در ۱۸ مهر ۱۳۹۹ با قراردادی به العربی قطر پیوست. او توانست ۲ گل را برای این باشگاه به ثمر برساند؛ هرچند وی مورد توجه سرمربی این تیم قرار نگرفت و از این تیم جدا شد.

### بازگشت به پرسپولیس تهران
ترابی پس از نیم فصل بازی در لیگ ستارگان قطر، در ۱۸ بهمن ۱۳۹۹ به پرسپولیس پیوست تا بار دیگر در لیگ برتر فوتبال ایران بازی کند.
مهدی ترابی در ۵ خرداد ۱۴۰۱ قرارداد خود را به مدت دو سال تمدید کرد.

### تراکتورسازی تبریز
مهدی ترابی در ۲۰ تیر ۱۴۰۳ به تراکتور پیوست.

## دوران ملی

### تیم‌های جوانان
وی توسط نلو وینگادا به تیم ملی فوتبال امید ایران دعوت شد.

### تیم ملی

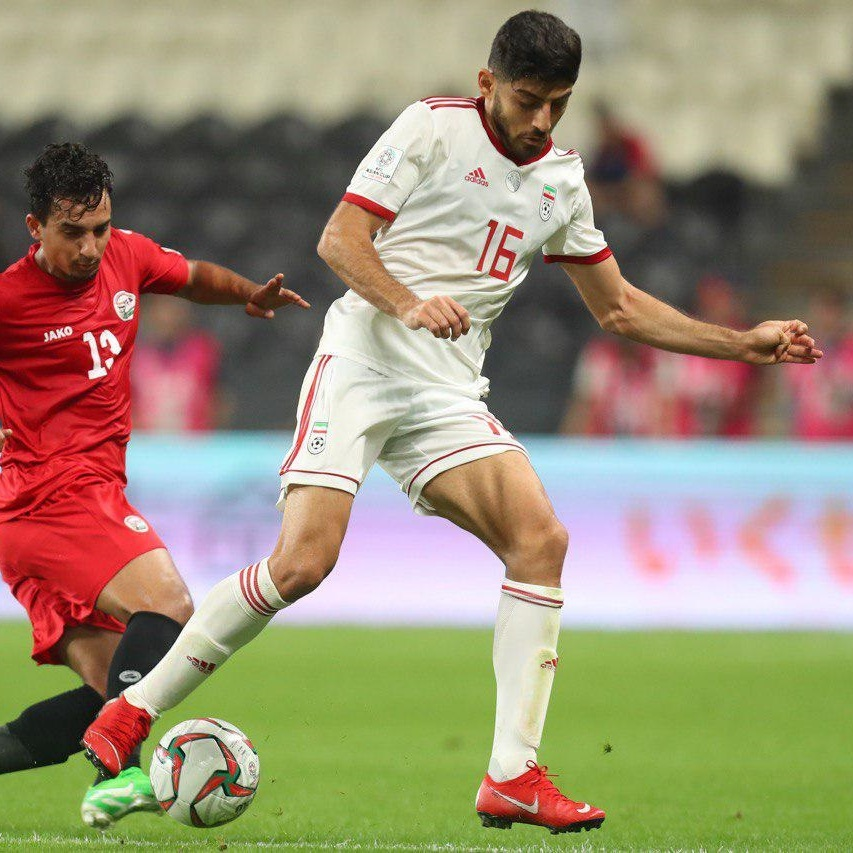
ترابی هنگام بازی برای ایران در جام ملت‌های آسیا ۲۰۱۹

او در نخستین بازی ملی خود مقابل تیم ازبکستان نخستین گل ملی خود را به ثمر رساند که باعث پیروزی تیم ملی ایران مقابل ازبکستان شد. او در دومین بازی خود ۴۵ دقیقه برابر ترکمنستان بازی کرد.
او در سومین بازی ملی خود مقابل تیم گوام به عنوان یار تعویضی به جای سردار آزمون در دقیقه هفتاد وارد زمین شد و در دقیقه ۸۸ دومین گل ملی خود را به ثمر رساند. او در چهارمین بازی ملی خود مقابل عمان از دقیقه ۶۰ به جای وحید امیری وارد زمین شد و بازی قابل قبولی به نمایش گذاشت.
ترابی در پنجمین بازی ملی خود در برابر ژاپن پس از مصدومیت وریا غفوری در دقیقه ۲۱ به میدان آمد و در دقیقه ۴۵ از مدافع ژاپنی پنالتی گرفت و پس از آن که اشکان دژاگه نتوانست پنالتی را گل کند، در ریباند با یک بغل پا دروازه ژاپن را گشود. او در این بازی اولین اخطار ملی خود را دریافت کرد.

## حرفه بین‌المللی

### سطح جوانان
او توسط نلو وینگادا به اردوی مقدماتی  زیر ۲۳ سال ایران دعوت شد. ترابی توسط مربی محمد خاکپور در ترکیب قهرمانی زیر ۲۳ سال آسیا ۲۰۱۶ قرار گرفت و اولین گل خود در این مسابقات را در آخرین بازی گروهی مقابل چین از روی ضربه ایستگاهی ۳۰ قدم به ثمر رساند.

### سطح ارشد
او اولین بازی خود را مقابل ازبکستان در یک بازی دوستانه در ۱۱ ژوئن ۲۰۱۵ انجام داد که در آن تک گل بازی را به ثمر رساند. در ۳ سپتامبر ۲۰۱۵، ترابی از روی نیمکت آمد و در پیروزی ۶–۰ مقابل گوام گلزنی کرد. او در ماه می ۲۰۱۸ در مقدماتی ترکیب ایران برای جام جهانی فوتبال ۲۰۱۸ روسیه قرار گرفت.

## آمار

### باشگاهی
| باشگاه         | رقابت          | فصل            | لیگ برتر | لیگ برتر | جام حذفی | جام حذفی | آسیا | آسیا | سوپر جام | سوپر جام | مجموع | مجموع |
| باشگاه         | رقابت          | فصل            | بازی     | گل       | بازی     | گل       | بازی | گل   | بازی     | گل       | بازی  | گل    |
| -------------- | -------------- | -------------- | -------- | -------- | -------- | -------- | ---- | ---- | -------- | -------- | ----- | ----- |
| سایپا          | لیگ برتر       | ۹۳–۱۳۹۲        | ۵        | ۰        | ۰        | ۰        | –    | –    | –        | –        | ۵     | ۰     |
| سایپا          | لیگ برتر       | ۹۴–۱۳۹۳        | ۲۳       | ۱        | ۲        | ۰        | –    | –    | –        | –        | ۲۵    | ۱     |
| سایپا          | لیگ برتر       | ۹۵–۱۳۹۴        | ۲۴       | ۱        | ۳        | ۰        | –    | –    | –        | –        | ۲۷    | ۱     |
| سایپا          | لیگ برتر       | ۹۶–۱۳۹۵        | ۲۵       | ۴        | ۲        | ۰        | –    | –    | –        | –        | ۲۷    | ۴     |
| سایپا          | لیگ برتر       | ۹۷–۱۳۹۶        | ۲۷       | ۱۰       | ۱        | ۰        | –    | –    | –        | –        | ۲۸    | ۱۰    |
| سایپا          | لیگ برتر       | ۹۸–۱۳۹۷        | ۱۴       | ۱        | ۲        | ۳        | –    | –    | –        | –        | ۱۶    | ۴     |
| مجموع سایپا    | مجموع سایپا    | مجموع سایپا    | ۱۱۸      | ۱۷       | ۱۰       | ۳        | –    | –    | –        | –        | ۱۲۸   | ۲۰    |
| پرسپولیس       | لیگ برتر       | ۹۸–۱۳۹۷        | ۱۴       | ۱        | ۳        | ۰        | ۶    | ۱    | –        | –        | ۲۳    | ۲     |
| پرسپولیس       | لیگ برتر       | ۹۹–۱۳۹۸        | ۲۶       | ۱۱       | ۴        | ۱        | ۲    | ۰    | ۰        | ۰        | ۳۲    | ۱۲    |
| پرسپولیس       | لیگ برتر       | ۰۰–۱۳۹۹        | ۱۴       | ۴        | ۳        | ۱        | ۶    | ۲    | ۱        | ۰        | ۲۴    | ۷     |
| پرسپولیس       | لیگ برتر       | ۰۱–۱۴۰۰        | ۲۶       | ۳        | ۲        | ۱        | ۲    | ۱    | ۰        | ۰        | ۳۰    | ۵     |
| پرسپولیس       | لیگ برتر       | ۰۲–۱۴۰۱        | ۲۹       | ۷        | ۵        | ۲        | –    | –    | –        | –        | ۳۴    | ۹     |
| پرسپولیس       | لیگ برتر       | ۰۳–۱۴۰۲        | ۲۸       | ۲        | ۲        | ۱        | ۵    | ۱    | –        | –        | ۳۵    | ۴     |
| تراکتور        |                |                |          |          |          |          |      |      |          |          |       |       |
| مجموع پرسپولیس | مجموع پرسپولیس | مجموع پرسپولیس | ۱۳۷      | ۲۸       | ۱۹       | ۶        | ۲۱   | ۵    | ۱        | ۰        | ۱۷۸   | ۳۹    |
| العربی         | لیگ ستارگان    | ۲۱–۲۰۲۰        | ۹        | ۲        | ۲        | ۰        | –    | –    | –        | –        | ۱۱    | ۲     |
| مجموع العربی   | مجموع العربی   | مجموع العربی   | ۹        | ۲        | ۲        | ۰        | –    | –    | –        | –        | ۱۱    | ۲     |
| مجموع آمار     | مجموع آمار     | مجموع آمار     | ۲۶۴      | ۴۷       | ۳۱       | ۹        | ۲۱   | ۵    | ۱        | ۰        | ۳۱۷   | ۶۱    |

### بازی‌های ملی
تا تاریخ ۵ سپتامبر ۲۰۲۴
| ایران | ایران | ایران | ایران  |
| سال   | بازی  | گل    | پاس گل |
| ----- | ----- | ----- | ------ |
| ۲۰۱۵  | ۷     | ۳     | ۱      |
| ۲۰۱۶  | ۴     | ۱     | ۰      |
| ۲۰۱۷  | ۲     | ۰     | ۱      |
| ۲۰۱۸  | ۱۰    | ۲     | ۰      |
| ۲۰۱۹  | ۷     | ۰     | ۱      |
| ۲۰۲۱  | ۳     | ۰     | ۱      |
| ۲۰۲۲  | ۶     | ۱     | ۰      |
| ۲۰۲۳  | ۶     | ۰     | ۳      |
| ۲۰۲۴  | ۶     | ۰     | ۰      |
| مجموع | ۵۱    | ۷     | ۷      |

### گل‌های ملی

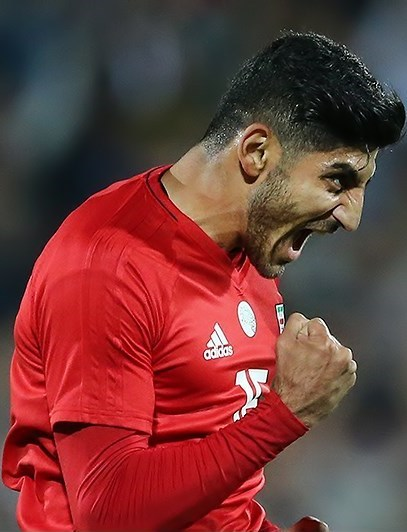
ترابی در حال خوشحالی پس از گل در تیم ملی فوتبال ایران

| شماره | تاریخ           | میزبان | بازی ملی | حریف       | نتیجه | رقابت                  |
| ----- | --------------- | ------ | -------- | ---------- | ----- | ---------------------- |
| ۱     | ۱۱ ژوئن ۲۰۱۵    | تاشکند | ۱        | ازبکستان   | ۱–۰   | دوستانه                |
| ۲     | ۳ سپتامبر ۲۰۱۵  | تهران  | ۳        | گوآم       | ۶–۰   | مقدماتی جام جهانی ۲۰۱۸ |
| ۳     | ۱۳ اکتبر ۲۰۱۵   | تهران  | ۵        | ژاپن       | ۱–۱   | دوستانه                |
| ۴     | ۷ ژوئن ۲۰۱۶     | تهران  | ۱۰       | قرقیزستان  | ۶–۰   | دوستانه                |
| ۵     | ۱۱ سپتامبر ۲۰۱۸ | تاشکند | ۱۸       | ازبکستان   | ۱–۰   | دوستانه                |
| ۶     | ۱۶ اکتبر ۲۰۱۸   | تهران  | ۱۹       | بولیوی     | ۲–۱   | دوستانه                |
| ۷     | ۱۰ نوامبر ۲۰۲۲  | تهران  | ۳۶       | نیکاراگوئه | ۱–۰   | دوستانه                |

## افتخارات

### باشگاهی
پرسپولیس
- لیگ برتر
  - قهرمان (۵): ۱۳۹۸–۱۳۹۷، ۱۳۹۹–۱۳۹۸، ۱۴۰۰–۱۳۹۹، ۱۴۰۲–۱۴۰۱، ۰۳–۱۴۰۲
  - نایب‌قهرمان (۱): ۱۴۰۱–۱۴۰۰
- جام حذفی
  - قهرمان (۲): ۱۳۹۸–۱۳۹۷، ۱۴۰۲–۱۴۰۱
- سوپر جام
  - قهرمان (۳): ۱۳۹۸، ۱۳۹۹، ۱۴۰۲
  - نایب‌قهرمان (۱): ۱۴۰۰

#### تراکتور
- لیگ برتر خلیج فارس (۱): ۰۴–۱۴۰۳

### فردی
- پدیده لیگ برتر فوتبال ایران فصل ۹۵–۱۳۹۴
- بهترین پاسور لیگ قهرمانان آسیا ۲۰۲۱ با پنج پاس گل[۱۸]
- بهترین هافبک لیگ قهرمانان آسیا ۲۰۲۱ در نظرسنجی ای‌اف‌سی[۱۹]
- تیم منتخب لیگ قهرمانان آسیا ۲۰۲۱ در نظرسنجی ای‌اف‌سی[۲۰]
- بهترین پاسور لیگ برتر ایران فصل ۰۴_۱۴۰۳ با ۹ پاس گل

## حواشی

### حمایت از خامنه‌ای
در روز ۲۸ مهر ۱۳۹۸ و در بازی هفته هفتم لیگ برتر ۹۷–۹۸، پرسپولیس در مقابل پیکان قرار گرفت. در این بازی مهدی ترابی پس از گل‌زنی زیرپیراهن خود را نمایش داد که برروی آن به فارسی و انگلیسی نوشته شده بود «تنها راه نجات کشور = اطاعت از رهبری» که منظور از «رهبری»، سید علی خامنه‌ای است. این حرکت با واکنش‌های زیادی روبرو شد. ترابی در پاسخ به واکنش‌ها حرکت خود را غیر سیاسی و «تصمیم دلی» قلمداد کرد. عمل ترابی واکنش‌های مثبت و منفی زیادی را بین برخی چهره‌های سرشناس و مردم دربرداشت. در شبکه‌های اجتماعی بعضی از افراد این کار او را چاپلوسی توصیف کردند.

### خیزش ۱۴۰۱
در ۱۰ مهر ۱۴۰۱، در دیدار دو باشگاه پرسپولیس و تراکتور در هفته هفتم لیگ برتر اغلب بازیکنان به نشانه همدردی با کشته‌شدگان در خیزش ۱۴۰۱ ایران با مچ‌بند مشکی به میدان رفتند که در این بین مهدی ترابی و وحید امیری برخلاف هم‌بازی‌های خود از بستن این مچ‌بند خودداری کردند.